# 長神大駅
長神大駅（チャンシンデえき）は、大韓民国慶尚南道金海市にある釜山-金海軽電鉄の駅である。駅番号は20。「花停」を副駅名としている。

## 歴史
- 2011年9月9日 - 開業。

## 駅構造
相対式ホーム2面2線を有する高架駅で、フルスクリーンタイプのホームドアが設置されている。

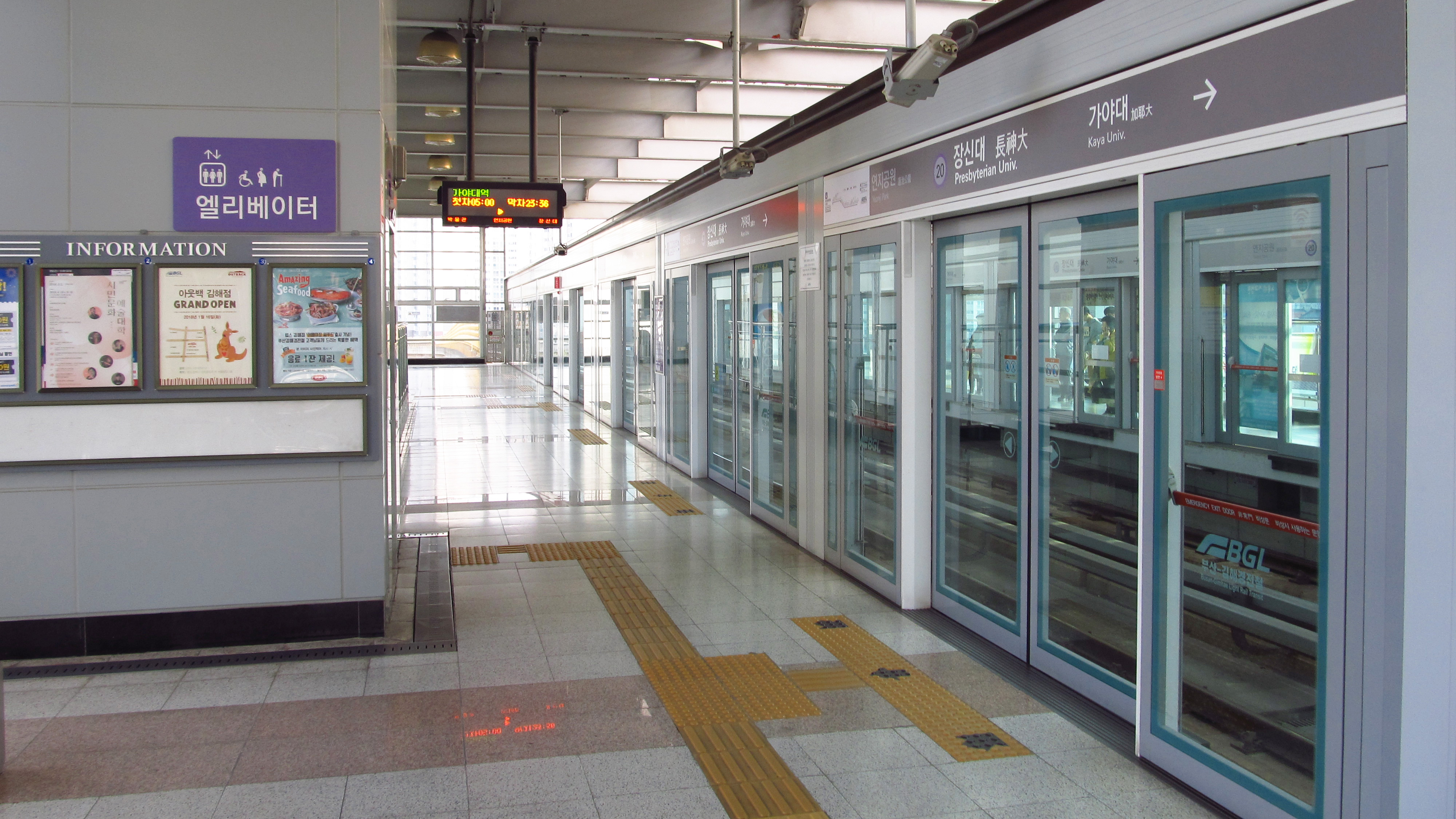
下りホーム（2018年3月）
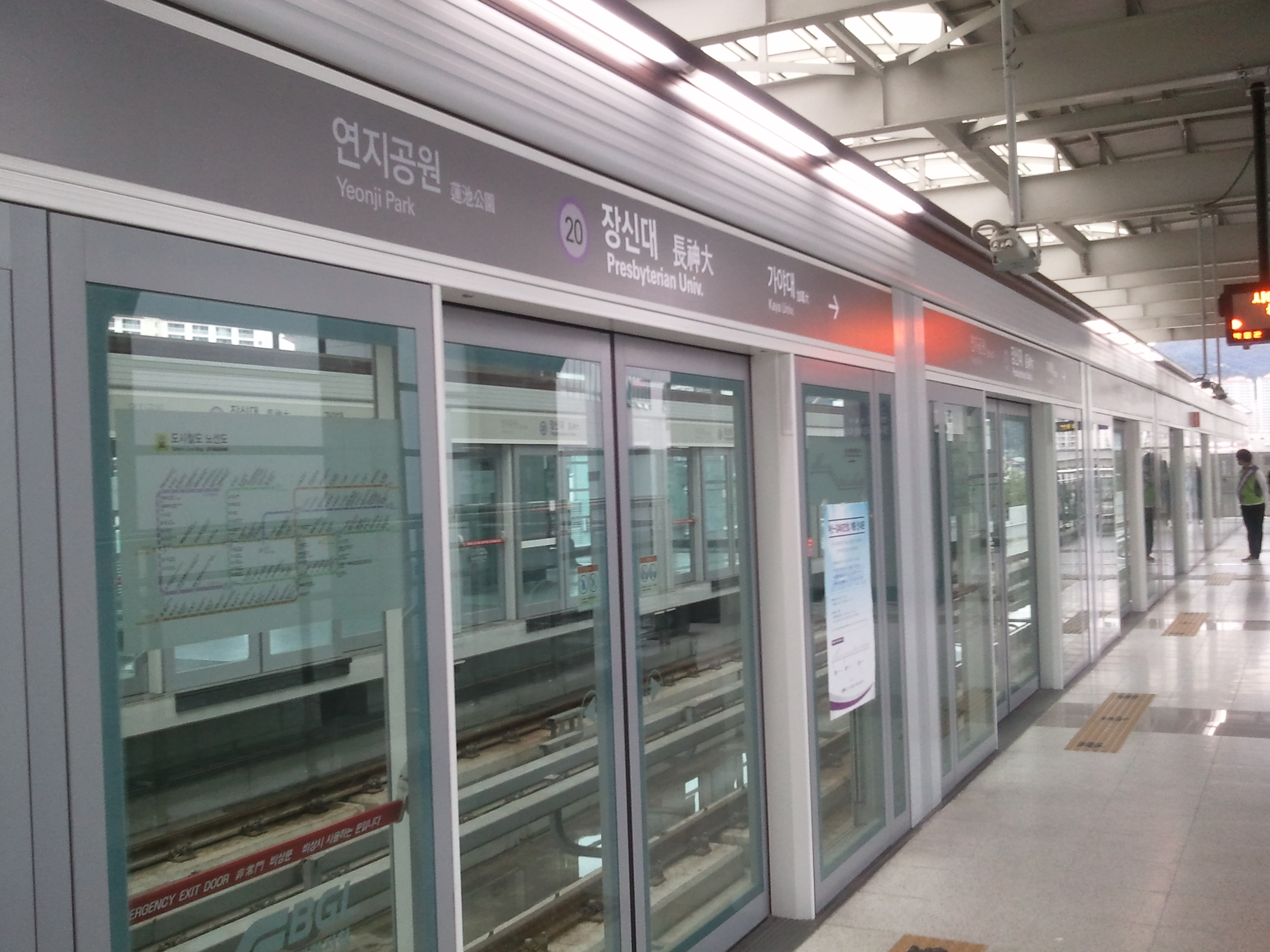
ホームドア

### のりば
| 上り | ●釜山-金海軽電鉄 | 沙上方面   |
| 下り | ●釜山-金海軽電鉄 | 加耶大方面 |

## 駅周辺
- 釜山長神大学校（朝鮮語版）
- 花政初等学校
- 北部洞住民センター
- チョウン金剛病院
- 金海市民体育公園
- トップマート 金海三渓店

## 隣の駅
釜山-金海軽電鉄
●釜山-金海軽電鉄
蓮池公園駅（19） - 長神大駅（20） - 加耶大駅（21）